# أنطونيو دياز تيكسيرا
أنطونيو دياز تيكسيرا (بالبرتغالية: António Dias Teixeira‏) (16 سبتمبر 1930 بلشبونة في البرتغال - ) هو لاعب كرة قدم برتغالي في مركز الهجوم. شارك مع منتخب البرتغال لكرة القدم. أما مع النوادي، فقد لعب مع نادي بورتو.

## وصلات خارجية
- أنطونيو دياز تيكسيرا على موقع قاعدة بيانات كرة القدم.إي يو (الإنجليزية)
- أنطونيو دياز تيكسيرا على موقع عالم كرة القدم.نت (الإنجليزية)